# Мтвара (область)
Мтвара (англ. Mtwara) — одна из 30 областей Танзании. Имеет площадь 16 707 км², по переписи 2012 года её население составило 1 270 854 человек. Административным центром области является город Мтвара.

## География
Расположена на юго-востоке страны, граничит с Мозамбиком по реке Рувума, имеет выход к Индийскому океану.

## Административное деление
Административно область разделена на 6 округов:
- Масаси
- Наньюмбу
- Невала
- Тандахимба
- Мтвара-город
- Мтвара-село